# Burg Mettenberg
Die Burg Mettenberg ist eine abgegangene Höhenburg hoch über dem Tal der Rot auf 630 m ü. NN an der Nordostecke des Ortes Rot an der Rot in der gleichnamigen Gemeinde im Landkreis Biberach in Baden-Württemberg.
Die erst im 15. Jahrhundert sicher nachgewiesene Burg war wohl im Besitz des 1299 genannten Ortsadels der Herren von Mettenberg und des Klosters Rot an der Rot. Von der ehemaligen Burganlage ist nichts erhalten.